# Азербайджано-российские отношения
Азербайджано-российские отношения — двусторонние дипломатические отношения между Азербайджаном и Российской Федерацией в политической, экономической и иных сферах.
Страны являются членами СНГ.

## История

Памятник жертвам 20 января в Баку

### 1990-е годы
Как считает конфликтолог Ариф Юнусов, большинство современных проблем в межгосударственных отношениях между двумя странами начались во время распада СССР. В первые годы карабахского конфликта азербайджанское общество было настроено довольно пророссийски. Однако, ввод советских (которые в сознании многих азербайджанцев воспринимались как российские) войск в январе 1990 года в Баку оказал влияние на восприятие России в Азербайджане. Британский журналист Том де Ваал считает, что «именно 20 января 1990 года Москва, в сущности, потеряла Азербайджан». Данное событие, получившее в Азербайджане название «Чёрный январь», стало началом антироссийской направленности общественного сознания азербайджанцев. В феврале 1992 года по двухсторонним отношениям был нанесён ещё один удар после штурма города Ходжалы, в котором принимал участие дислоцированный в Нагорном Карабахе 366-й российский мотострелковый полк. За короткий промежуток времени (с февраля 1988 по февраль 1992 гг.) отношения между странами изменились от полной ориентации Азербайджана на Россию до её полного неприятия.
Весной 1992 года на фоне антироссийских настроений в Азербайджане к власти пришёл Народный фронт. Его лидер — Абульфаз Эльчибей, известный своими антироссийскими взглядами, — стал президентом страны. С переменой власти Азербайджан сменил также и внешнеполитический курс на прозападный, обвинив Россию в поддержке Армении в карабахском конфликте и отказавшись войти в СНГ. Вместо прежней ориентации на Россию был взят курс на сближение с Турцией и Западом, что вызвало негативную реакцию Москвы. К этому прибавились и натянутые личные отношения между президентом России Борисом Ельциным и новоизбранным Эльчибеем.
30 сентября 1992 года в Баку с рабочим визитом прибыл исполняющий обязанности Председателя Правительства Российской Федерации Егор Гайдар. В ходе визита состоялось подписание пакета межправительственных документов, в том числе торгово-экономического соглашения. Гайдар был принят Эльчибеем, которому передал приглашение Бориса Ельцина посетить РФ с официальным визитом. Спустя месяц, Эльчибей прибыл в Россию с официальным визитом, итогом которого стало подписание «Договора о дружбе, сотрудничестве и взаимной безопасности» между двумя странами, который однако не был ратифицирован Государственной Думой РФ.
31 мая 1993 года в Баку прибыла делегация Верховного Совета России, которая официально передала обращение Ельцина с просьбой о помиловании шести российских военнослужащих, взятых в плен азербайджанцами в Карабахе и приговорённых к смертной казни. Впоследствии этот вопрос был решён положительно.
По мнению А. Зверева, несмотря на то, что Россия осуждала захват армянскими вооружёнными формированиями территорий Азербайджана, она продолжала снабжать Азербайджан оружием, одновременно используя военные победы армян для обеспечения прихода в Азербайджане к власти более лояльного правительства (то есть правительства Гейдара Алиева вместо правительства Эльчибея).

В 1993 году в Азербайджане к власти пришёл Гейдар Алиев, который в сентябре совершил визит в Москву, где встретился с Борисом Ельциным, председателем правительства Виктором Черномырдиным, председателем Верховного Совета Русланом Хасбулатовым, министром иностранных дел Андреем Козыревым и министром обороны Павлом Грачёвым. Свой визит он определил как «исправление ошибок, допущенных прежним руководством республики во взаимоотношениях с Россией». В ходе визита Алиев высказался за вхождение Азербайджана в СНГ, и уже 20 сентября Национальное собрание Азербайджана приняло постановление о присоединении республики к СНГ. Была также достигнута договорённость о том, что Россия будет охранять азербайджано-турецкую и азербайджано-иранскую границу. Однако к концу 1994 г. Алиев всё ещё не дал согласия на ввод российских пограничных войск. Для России наличие неохраняемой границы на южном Кавказе, а также прозрачная граница между Россией и Азербайджаном означала потенциальную возможность проникновения в Россию нелегальных иммигрантов, торговцев наркотиками или вооруженных преступников из граничащих с Азербайджаном государств.

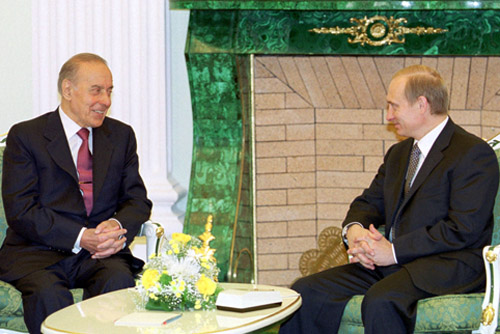
Владимир Путин и Гейдар Алиев. Москва, 22 июня 2000 г.

Став членом СНГ, Азербайджан рассчитывал на помощь России в прекращении войны в Карабахе, которая всячески препятствовала укреплению политической стабильности в стране. Однако пассивность руководства России летом и осенью 1993 года в прекращении вооружённого конфликта, а также новые захваты противником части территории страны послужили одной из причин того, что азербайджанское руководство вновь переориентировалось на сближение с Западом.
19 декабря 1994 года Россия закрыла границу с Азербайджаном и Грузией после начала активных военных действий в Чечне. Причиной «блокады» послужили обвинения со стороны России в том, что Баку оказывает военную помощь Чечне. В ходе визита Г. Алиева в Москву 18—20 января 1996 года на его встрече с директором Федеральной погранслужбы Андреем Николаевым стороны договорились о направлении в Азербайджан делегации во главе с заместителем директора ФПС Алексеем Кожевниковым для проверки фактов помощи Чечне. Делегация проверила все аэродромы и пункты, через которые в Чечню якобы переправлялись оружие и повстанцы и не нашла никаких доказательств.
Постоянным раздражителем российско-азербайджанских отношений было и остаётся военное сотрудничество Москвы с Ереваном, которое рассматривается Баку как попытка дестабилизировать ситуацию в пользу Армении. Так, весной 1997 года руководство Азербайджана неоднократно поднимало вопрос поставок Россией вооружения в Армению. Интенсивность нотной переписки и «градус» взаимных обвинений достигли такого уровня, что 7 октября 1997 года в Баку прибыл министр иностранных дел России Евгений Примаков. Ему, однако, не удалось снять напряженность.
В 1999 году была создана региональная организация за демократию и экономическое развитие — ГУАМ, в которую вступил Азербайджан. Характерной чертой ГУАМ является то, что это не столько объединение государств, имеющих конструктивный интерес, сколько союз стран, пытающихся освободиться от российского влияния и советского наследия в виде тлеющих территориальных конфликтов. Одновременно с этим, Азербайджан принял решение выйти из ОДКБ, мотивировав свою позицию тем, что военный блок в рамках СНГ доказал свою неэффективность в период конфликта в Нагорном Карабахе. К осени того же года в связи с непрекращающимися взаимными обвинениями и нотами протеста отношения между странами зашли в тупик. Свой вклад вносили и заявления некоторых российских военных чинов о вкладе России в обороноспособность Армении.

### XXI век

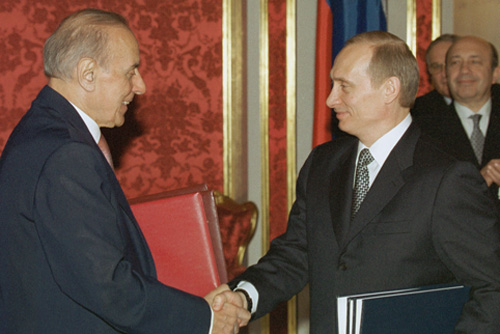
Владимир Путин с Гейдаром Алиевым во время церемонии подписания российско-азербайджанских соглашений.

Началом нового этапа в развитии межгосударственных отношений можно считать январь 2001 года. Именно тогда, в рамках первого за постсоветский период официального визита в Баку президента РФ, Гейдару Алиеву и Владимиру Путину удалось снять многие раздражители, накопившиеся в двусторонних отношениях.
2 ноября 2008 г. в Москве по инициативе Президента России состоялась трёхсторонняя встреча президента Азербайджана Ильхама Алиева, Армении Сержа Саргсяна и России Дмитрия Медведева по карабахскому урегулированию. По итогам встречи подписана Декларация, в которой стороны подтвердили свою приверженность политическому урегулированию карабахского конфликта.
27 марта 2014 года при принятии в ООН резолюции 68/262 Азербайджан проголосовал в поддержку территориальной целостности Украины и признал незаконным аннексию Крыма и Севастополя Россией.
В 2017 году российская сторона под предлогом несоответствия российскому законодательству закрыла Всероссийский азербайджанский конгресс (ВАК), который действовал в России ещё с 2001 года и был совместно открыт Владимиром Путиным и Гейдаром Алиевым.
9 ноября 2020 года в ходе второй карабахской войны был сбит российский вертолёт Ми-24 на армянской территории на границе с Азербайджаном в результате погибли двое лётчиков, ещё один пострадал. В МИД Азербайджана заявили, что вертолёт поразили военные страны и извинились за инцидент.
10 ноября 2020 года было подписано Заявление о прекращении огня в Нагорном Карабахе между премьер-министром Армении Николом Пашиняном, президентом России Владимиром Путиным и президентом Азербайджана Ильхамом Алиевым. После подписания соглашения и размещения российских миротворцев министры обороны России и Турции подписали меморандум о создании совместного российско-турецкого центра мониторинга в Азербайджане. Россия, однако, настаивала на том, что участие Турции будет ограничено удалёнными операциями из центра мониторинга на территории не примыкающей к Нагорному Карабаху.
22 февраля 2022 года стороны подписали Московскую декларацию о союзническом взаимодействии между Россией и Азербайджаном в честь 30-летия установления дипломатических отношений.
Полномасштабное российское вторжение в Украину
В начале полномасштабного российского вторжения в Украину (24.02.2022) Азербайджан заявлял о готовности выступить посредником в потенциальных российско-украинских переговорах. Прямого осуждения РФ не прозвучало с учётом необходимости поддерживать контакты с Москвой. Азербайджан постоянно направляет гуманитарную помощь Украине. Эксперт из Азиатско-Тихоокеанского региона Аналитического центра ADASTRA Антон Гадацкий считает, что именно полномасштабная российско-украинская война открыла для Баку возможность окончательно вернуть Карабах в сентябре 2023 года.
2 марта 2022 года при принятии в ООН резолюции ES-11/1 по вопросу осуждения вторжения России Азербайджан отсутствовал на заседании.
Вскоре после начала российского вторжения на Украину (24.02.2022) началась медийная война между Россией и Азербайджаном. Российские власти закрыли доступ к азербайджанским новостным сайтам за якобы «недостоверное освещение» войны на Украине, а Азербайджан заблокировал сайт агентства РИА «Новости». 10 мая Баку отказал в разрешении на жительство сотрудникам российского медийного агентства «Спутник».
6 марта 2022 года стало известно, что российским авиаударом по Харькову было повреждено здание почётного консульства Азербайджана. Депутаты азербайджанского парламента Фазаил Агамалы и Джейхун Мамедов осудили нападение; консульство потребовало у России объяснений.
19-20 сентября 2023 года, несмотря на наличие российских войск в качестве миротворцев, вооружённые силы Азербайджана провели военную операцию против Нагорно-Карабахской Республики. Азербайджан за сутки добился полного контроля над Нагорно-Карабахской Республикой. Минобороны РФ сообщило 20 сентября, что в Нагорном Карабахе погибли российские миротворцы. Их автомобиль был обстрелян азербайджанскими военными, когда они возвращались с наблюдательного поста в районе Джанятага. Генпрокуратура Азербайджана утверждает, что это была ошибка, и что азербайджанские военные приняли автомобиль с российскими миротворцами за автомобиль «незаконных армянских вооруженных формирований». Позднее «Военкоры» опубликовали видео, которое, по их утверждению, показывает последствия удара Азербайджана по складу российских миротворцев. По информации от Генпрокуратуры Азербайджана, имелось два случая: в одном из них, в результате обстрела в Карабахе, погибли пять российских миротворцев, которых «ошибочно приняли за армянских военных». В другом случае, один российский военнослужащий погиб из-за «неустановленных членов армянских вооруженных формирований».
Украинский военкор Бочкала в 2023 году опубликовал фотографию из цеха с боеприпасами в одной из «стран-партнеров» Украины, на которой была видна символика азербайджанской Palladium. В компании опровергли РБК производство оружия для ВСУ. По информации Mash азербайджанская компания Palladium оказалась партнёром одного из европейских поставщиков оружия для ВСУ.
Российский президент в 2024 году совершил официальный визит в Азербайджан, в ходе которого возложил венок, почтив память павших за независимость Азербайджана и Гейдара Алиева.
Последующее ухудшение отношений
В декабре 2024 года Россия поразила азербайджанский гражданский самолёт «в момент активности беспилотников» в небе над Грозным, в результате чего погибло 39 человек, большинство из которых граждане Азербайджана.
За этим последовала череда скандалов на уровне чиновников двух стран, которые привели к охлаждению отношений. Ильхам Алиев также отменил свой визит в Москву во время празднования 80-летия Победы в Великой Отечественной войне.
В июне 2025 года российские силовики задержали этнических азербайджанцев, которых они подозревали в убийствах и покушениях, совершённых с 2001 по 2011 год. В ходе задержания погибли двое азербайджанцев: братья Гусейн и Зияддин Сафаров, остальные получили тяжёлые травмы. Азербайджан выразил протест действиям России в отношении азербайджанцев, были отменены все культурные мероприятия россиян в Азербайджане, а также отменено сотрудничество на парламентском уровне. Генпрокуратура Азербайджана возбудила дело по факту пыток и жестокого убийства Гусейна и Зияддина Сафарова.

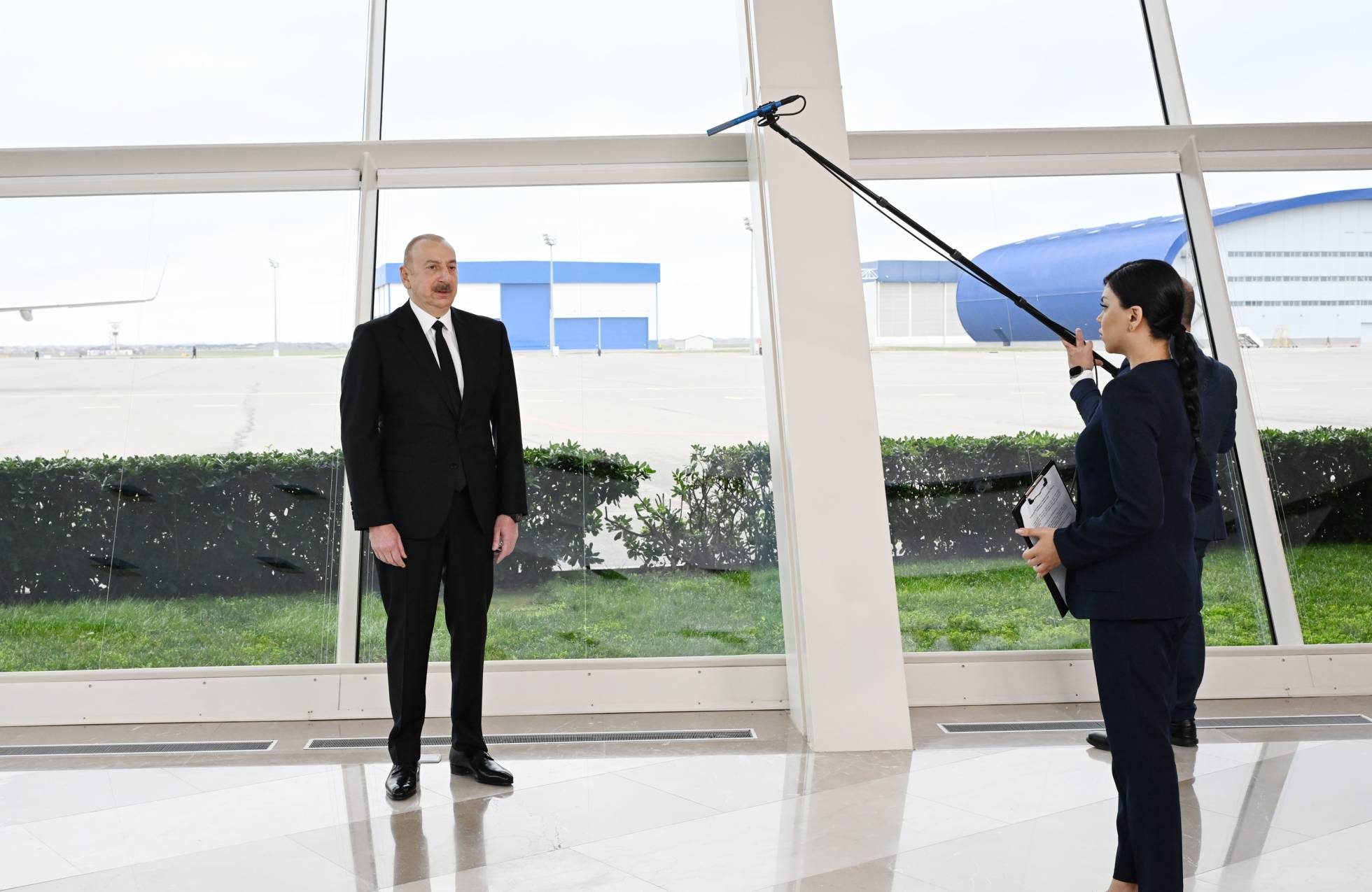
Ильхам Алиев даёт интервью азербайджанскому каналу в связи со сбитием Россией азербайджанского самолёта

В Баку полиция провела обыск в офисе «Sputnik-Азербайджан» и задержала главу редакции Игоря Картавых и шеф-редактора Евгения Белоусова, являющихся по словам азербайджанской стороны, сотрудниками ФСБ России, работавшими в агентстве под прикрытием. Российские дипломаты не получили доступа к задержанным, а власти Азербайджана отказались комментировать инцидент. В МИД России был вызван посол Азербайджана, которому заявили протест в связи с недружественными действиями Баку: «русофобской» кампанией в СМИ, действиями против агентства «Sputnik-Азербайджан», отменой культурных мероприятий с российскими исполнителями и задержанием российских журналистов. Российская сторона потребовала немедленно освободить журналистов и подчеркнула, что недавние задержания азербайджанских граждан в Екатеринбурге проводились в рамках расследования тяжких преступлений согласно российскому законодательству.
В Екатеринбурге был задержан глава некоммерческой организации «Азербайджан-Урал» Шахин Шихлинский вместе с сыном, которого позднее отпустили.
В Воронеже группа спецназа задержала бизнесмена азербайджанского происхождения Юсифа Халилова, который считается совладельцем крупнейшего в регионе Алексеевского рынка и представителем азербайджанской диаспоры в области.
2 июля азербайджанские СМИ распространили личные данные сотрудников полиции России и обвинения в убийстве братьев Гусейна и Зияддина Сафаровых.

## Дипломатические отношения
Двусторонние отношения между Россией и Азербайджаном установлены 4 апреля 1992 года, когда министры иностранных дел Азербайджана Гусейн-Ага Садыков и России Андрей Козырев подписали протокол об установлении дипломатических отношений между двумя странами.
25 сентября 1992 года российское посольство в Баку официально приступило к выполнению своих функций. Первым послом России в Азербайджане стал Вальтер Шония.
В парламенте Азербайджана действует двусторонняя межпарламентская рабочая группа. Руководитель группы — Низами Сафаров.
В Федеральном Собрании России действует Межпарламентская двусторонняя комиссия по сотрудничеству. Возглавляет комиссию Галина Карелова.
Действует межправительственная рабочая группа.

## Договорно-правовая база
Между странами подписано более 260 документов, в том числе заключено 80 межгосударственных и межправительственных соглашений.
Основополагающим документом договорно-правовой базы двусторонних отношений является Договор о дружбе, сотрудничестве и взаимной безопасности между Российской Федерацией и Азербайджанской Республикой (подписан 3 июля 1997 года).
Между сторонами заключён договор о правовой помощи и правовых отношениях по гражданским, семейным и уголовным делам от 22 декабря 1992 года.

## Экономическое сотрудничество

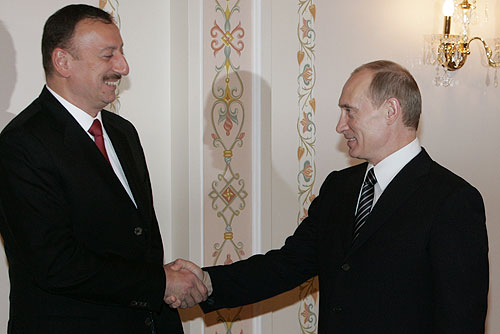
Владимир Путин и Ильхам Алиев. Ново-Огарёво, 21 февраля 2008 г.

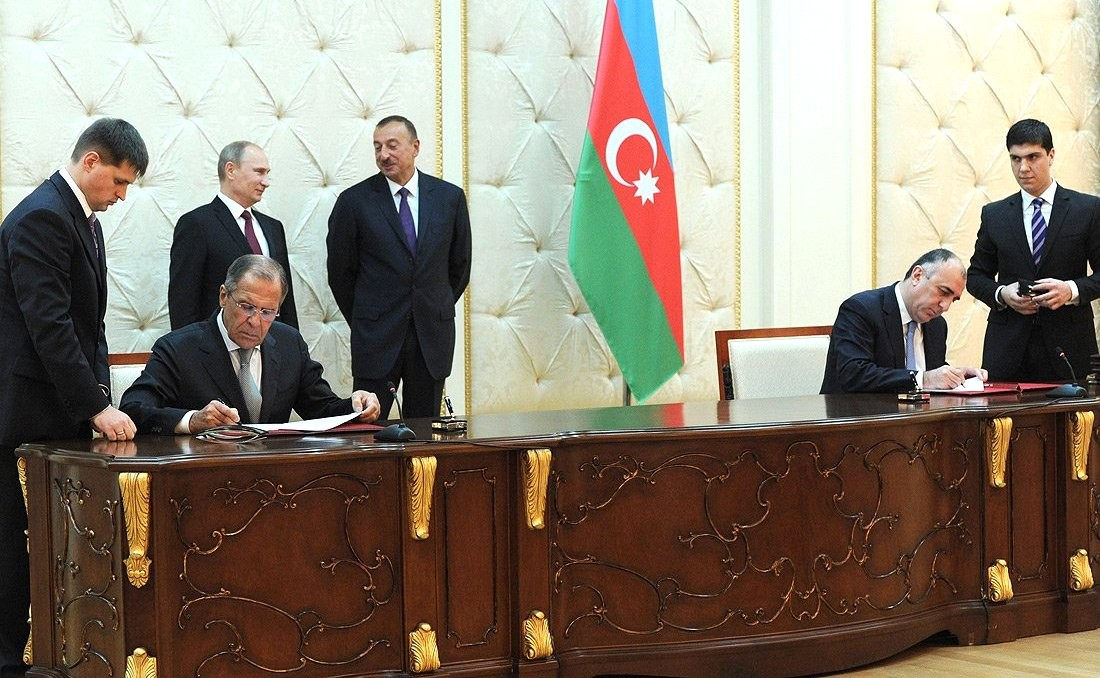
Министры иностранных дел Сергей Лавров и Эльмар Мамедъяров подписывают российско-азербайджанские документы. Баку, 13 августа 2013 г.

### Двусторонняя торговля
В 2008 году внешнеторговый оборот между странами увеличился по сравнению с 1990 г. на 39,3 %, и составил 2,403 млрд долларов. Экспорт вырос на 42,6 % — до 1,9911 млрд долларов, импорт увеличился на 8 % — 411,4 млн долларов. Несмотря на прекращение с 1 января 2007 г. поставок российского газа в Азербайджан, товарооборот сохранил положительную динамику, а его структура претерпела изменения в сторону увеличения доли несырьевых товаров.

### Инвестиции
Российские инвестиции за весь период отношений с 1992 года составили 6,3 млрд долл. Из них 5 млрд долл. — в сфере нефти и газа. 1,3 млрд долл. — в ненефтяной сектор.
Азербайджанские инвестиции в Россию составили 1,2 млрд долл.
В Азербайджане действует 900 российских и совместных компаний, в том числе 300 компаний со 100 % российским участием.

### Нефть
В соответствии с условиями Договора между Российской Федерацией и Азербайджанской Республикой о транзите нефти через территорию Российской Федерации от 18 января 1996 г., азербайджанская сторона осуществляла транспортировку нефти по маршруту Баку — Новороссийск. Однако в 2013 году Россия прекратила действие договора о транзите азербайджанской нефти по своей территории.
В 2007 году в связи с вводом в эксплуатацию маршрута транспортировки нефти Баку — Тбилиси — Джейхан и перераспределением экспортных потоков азербайджанской нефти, в систему «Транснефти» было подано лишь 2,083 млн т нефти, хотя по существующему Договору от 1996 г. должно прокачиваться не менее 5 млн тонн в год. За 11 месяцев 2008 г поставлено только 1,114 млн т азербайджанской нефти.
За январь — май 2025 года из России в Азербайджан поставлено 602,9 тысячи тонн сырой нефти и нефтепродуктов, полученных из битуминозных пород.

### Природный газ
В 2006 году ОАО «Газэкспорт» поставил в Азербайджан 4,5 млрд кубометров газа по цене 110 долл. США за 1 тысячу кубометров. В 2007 г. азербайджанская сторона отказалась от поставок газа из России из-за неприемлемости предложенной «Газпромом» цены 235 долл. за 1 тыс. кубометров.

### Финансы
Согласно Московской декларации стороны договорились способствовать использованию национальных валют во взаимных расчетах, взаимодействию платежных систем, включая совместное обслуживание банковских карт, а также развитию прямых корреспондентских отношений между банками обеих стран.

### Сельское хозяйство
Азербайджан экспортирует в Россию хурму, картофель, огурцы, персики, нектарины, арбузы, виноград, иную продукцию растениеводства.
Агентством пищевой безопасности Азербайджана и Россельхознадзором предпринимаются меры фитосанитарного контроля.
Россия экспортирует пшеницу.

### В иных отраслях
В 2004—2009 годах на российском заводе «Красное Сормово» было построено 7 танкеров серии 19619, заказанных Азербайджанским государственным Каспийским морским пароходством.
В апреле 2004 г. и феврале 2006 г. в Баку состоялись, соответственно, первый и второй российско-азербайджанские экономические форумы. В феврале 2006 г. в Баку прошла Российская национальная выставка.
С 2000 по 2021 г. ПАО «КАМАЗ» поставило в Азербайджан свыше 5 000 единиц автомобильной техники.
В 2013 г. Государственная нефтяная компания Азербайджанской Республики создала дочернее ООО «Сокар Рус» в России, которое занимается торговлей нефтепродуктами, нефтехимией, реализацией полимерной продукции (полиолефины).
Организуется «Зелёный коридор» для отдельных участников внешнеторговой деятельности для упрощённого прохождения таможенных процедур при перемещении товара через границу.
Производятся взаимные поставки электроэнергии.

### Товарооборот (тыс. долл)
| Год  | Экспорт Азербайджана | Импорт Азербайджана | Сумма товарооборота |
| ---- | -------------------- | ------------------- | ------------------- |
| 2020 | 709 390,07           | 1 962 155,68        | 2 671 545,75        |
| 2021 | 920 819,53           | 2 074 311,78        | 2 995 131,31        |
| 2022 | 975 456,33           | 2 734 783,08        | 3 710 239,41        |
| 2023 | 1 196 411,31         | 3 162 328,86        | 4 358 740,17        |
| 2024 | 1 178 347,44         | 3 621 472,23        | 4 799 819,67        |

В 2022 и 2023 году Азербайджан вошёл в десятку импортёров пиломатериалов из России. В 2023 году Азербайджан импортировал 516 тыс. м3 пиломатериалов.

## Региональное сотрудничество
Торгово-экономическое сотрудничество налажено с более 80 субъектами РФ. С 18 субъектами подписаны соглашения о торгово-экономическом, научно-техническом и культурном сотрудничестве.
Субъекты Российской Федерации развивают прямые связи с Азербайджанской Республикой. В Баку функционируют представительства Дагестана и Татарстана, ЗАО «Торговый дом Урал», ООО «Торговый дом Татарстан», представительства региональных авиакомпаний России («Пермские авиалинии», «Уральские авиалинии» и др.). Рассматривается возможность учреждения Торгового дома Саратовской области и Торгового дома Республики Мордовия. Имеются соглашения о сотрудничестве с Азербайджаном Москвы и Московской области, Дагестана, Татарстана, Санкт-Петербурга, Алтайского края, Новосибирской, Астраханской, Саратовской, Свердловской областей и других регионов.

## Военно-техническое сотрудничество
Наметились подвижки в развитии военно-технического сотрудничества России с Азербайджаном. 27 февраля 2003 года в Баку подписано межправительственное соглашение о военно-техническом сотрудничестве, 4 декабря 2006 года здесь же — межправительственное соглашение о взаимной охране прав на результаты интеллектуальной деятельности, используемые и полученные в ходе двустороннего военно-технического сотрудничества.

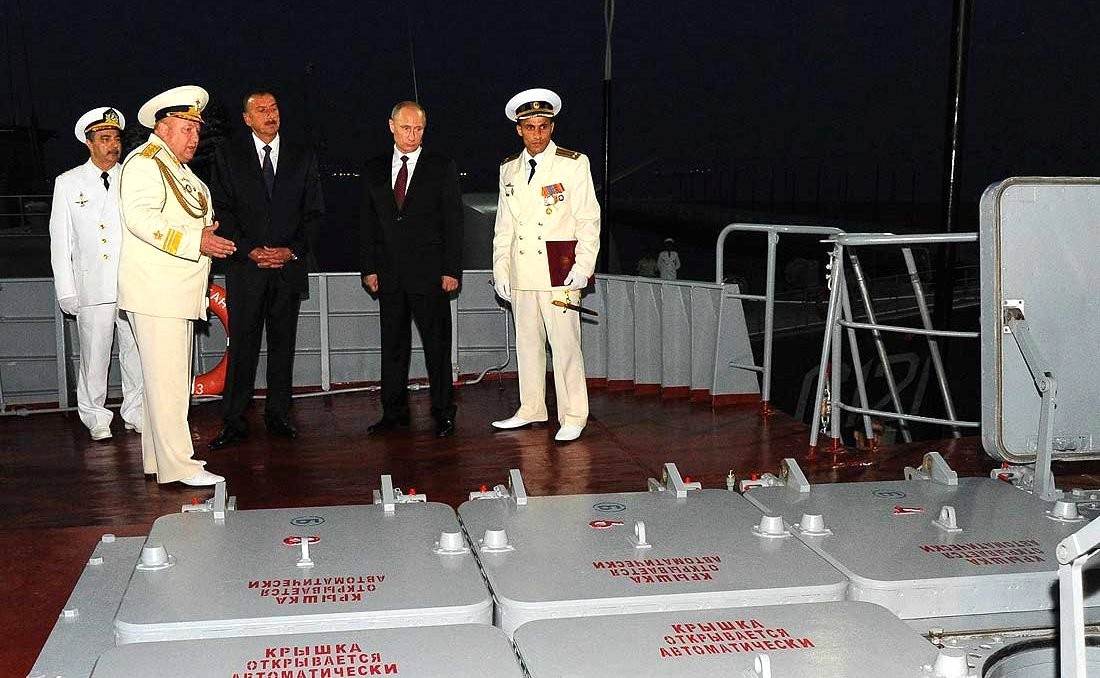
Ильхам Алиев и Владимир Путин на борту ракетного корабля «Дагестан» Каспийской флотилии ВМФ России. Баку, 13 августа 2013 г.

На регулярной основе осуществляется обмен визитами руководителей оборонных ведомств обеих стран. В январе 2006 года в Баку находился заместитель председателя правительства, министр обороны Российской Федерации Сергей Иванов. В ноябре 2007 года министр обороны России Анатолий Сердюков посетил Баку. 29 июля 2008 года в Москве состоялось II заседание Российско-Азербайджанской межправительственной комиссии по военно-техническому сотрудничеству.
25 января 2002 года подписано Соглашение между Российской Федерацией и Азербайджанской Республикой о статусе, принципах и условиях использования Габалинской радиолокационной станции (РЛС «Дарьял»), 28 ноября 2003 года — межправительственный Протокол о порядке открытия и использования аккредитивов для оплаты затрат, связанных с использованием информационно-аналитического центра за период 1997—2001 гг., 20 июня 2007 года — межправительственный Протокол о статусе уполномоченных представителей России и Азербайджана, назначенных для исполнения Соглашения о статусе, принципах и условиях использования РЛС «Дарьял» от 25 января 2002 года.
Внесённое Президентом Российской Федерации В. В. Путиным 8 июня 2007 года на саммите G8 в Хайлигендамме предложение об использовании Габалинской РЛС в разрабатываемой США системе ПРО получило поддержку азербайджанского руководства, которое рассматривает его как конкретный вклад в укрепление стабильности и безопасности в регионе.
Пограничное сотрудничество остаётся важным компонентом межгосударственных связей, с учётом общей ситуации на Кавказе, исходя из задач борьбы против международного терроризма. Поддерживаются регулярные контакты по линии погранведомств России и Азербайджана. 25 января 2002 года подписано Межправительственное соглашение о деятельности пограничных представителей. В стадии согласования находится соглашение об открытии официальных представительств погранведомств на территориях обеих стран.
Пограничные ведомства двух стран осуществляют сотрудничество на основе ежегодных планов совместных действий.
Продолжается работа по делимитации государственной границы с Азербайджаном. 29—30 января 2008 года в Москве состоялся XV раунд переговоров. Согласованная линия границы, которая оформлена рабочими протоколами, картографическими и описательными документами, составляет 301,1 км (из 336,5 км), то есть делимитировано 90 % госграниц.
Правоохранительные и судебные органы России и Азербайджана вышли на весьма высокий уровень взаимодействия. В октябре 2001 г. в Азербайджане находился министр внутренних дел России Борис Грызлов, в ноябре 2000 г. и октябре 2006 г. — Директор Федеральной службы безопасности Николай Патрушев.

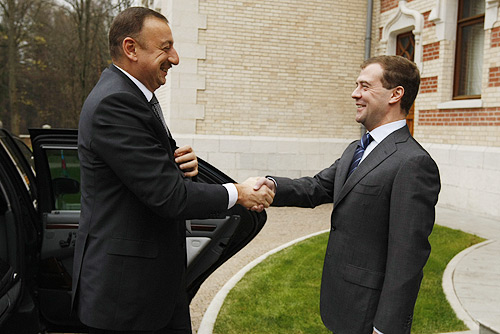
Дмитрий Медведев и Ильхам Алиев, Москва, 2 ноября 2008 г.

Отношения по линии МВД России отрегулированы на правовой основе. Подписаны Соглашение о сотрудничестве (апрель 1996 г.), Соглашение между МВД России и МВД Азербайджанской Республики о сотрудничестве органов внутренних дел приграничных районов (вступило в силу в 2001 г.), Меморандум о взаимоотношениях в области борьбы с терроризмом (февраль 2000 г.), а также протоколы о сотрудничестве, Меморандум о взаимодействии между МВД России и МВД Азербайджана в сфере обеспечения сохранности транзитных грузов (июль 2008 г.).
24 сентября 2021 года Президент Ильхам Алиев заявил, что Азербайджан подал заявки России на приобретение новых образов оружия и военной техники. СМИ назвали данное решение новым этапом международного сотрудничества. Лидер Азербайджана также отметил, что отношения в этом направлении между Баку и Москвой развиваются продуктивно и выразил уверенность, что в будущем сотрудничество между двумя странами «будет идти по нарастающей».

## Образ России в учебниках Азербайджана
В учебниках установление советской власти в Азербайджане описывается как военное вторжение, поддержанное предательскими силами. Детально описаны восстания против советской власти и её эксплуатационная политика. Отмечается, что Азербайджанская ССР была создана не азербайджанским народом, а Советской Россией, и вся советская система была направлена на удовлетворение интересов России и обеспечение её гегемонии.
В учебниках истории для общеобразовательных учреждений Азербайджана представлен образ России как колониальной империи. Вся история России освещается как захваты и оккупации земель с дальнейшей эксплуатацией местного населения. Современный период отношений России и Азербайджана преподносится в более нейтральных тонах, изредка выдвигая обвинения Москве в её поддержке Армении и создании карабахского вопроса.
В учебниках Россию обвиняют в причине карабахского конфликта и негативных событий XIX—XX веков. В учебнике для 9-го класса «История победы» говорится о приходе к власти «проармянского» генерального секретаря Михаила Горбачева, при котором активизировались сепаратисты. Успех армянских сепаратистов авторы учебника связывают с активной поддержкой Москвы.
В азербайджанских учебниках представлена картина жизни Азербайджанской ССР, где центральная власть создавала проблемы для республики, а местная проводила индустриализацию и улучшала уровень жизни. Отношения между Россией и Азербайджаном в современном периоде освещаются в более нейтральном и иногда положительном свете, однако часто высказываются обвинения в адрес Москвы за поддержку Армении и создание карабахского вопроса.

## Транспорт

### Железнодорожный транспорт
Осуществляется движение пассажирских и грузовых железнодорожных составов между рядом городов России и Азербайджана, автомобильного транспорта через российско-азербайджанскую границу.
С 2021 года посредством железных дорог реализуется проект «Агроэкспресс» по замене автомобильной транспортировки сельскохозяйственной продукции транспортировкой железнодорожным транспортом. Планируется к реализации проект промышленного экспресса.

### Авиасообщение
Между Азербайджаном и Россией еженедельно совершается 135 авиарейсов. Осуществляется авиационное сообщение из Москвы, Санкт-Петербурга, Нижнего Новгорода, Екатеринбурга, Уфы, Челябинска, Сочи, Калининграда, Новосибирска, Красноярска, Ханты-Мансийска и других городов в Баку и обратно. До 2014 года осуществлялись авиаперелёты Баку — Омск.
5 марта 2023 года открывается авиарейс Москва — Гянджа.
В 2023 году осуществлялись авиарейсы между тремя городами Азербайджана и 19 городами России.
С апреля 2024 года авиакомпанией ИрАэро запускаются рейсы из Омска, Нижнего Новгорода и Челябинска в Баку.
После катастрофы азербайджанского пассажирского самолёта, произошедшего вследствие работы российских ПВО в Грозном, ряд азербайджанских авиакомпаний приостановил полёты в российские города.

### Морские перевозки
В отдельных случаях имеют место морские перевозки между Баку и Астраханью. Проходы азербайджанских судов осуществляются на разрешительной основе по внутренним водным путям Российской Федерации из Каспийского до Азовского и Балтийского морей и обратно.

## Образование
В 2008 году в Баку открылся филиал МГУ им. М. В. Ломоносова. Действует филиал Первого Московского государственного медицинского университета имени И. М. Сеченова.
В России проходят обучение более 11 000 студентов Азербайджана.

## Культура

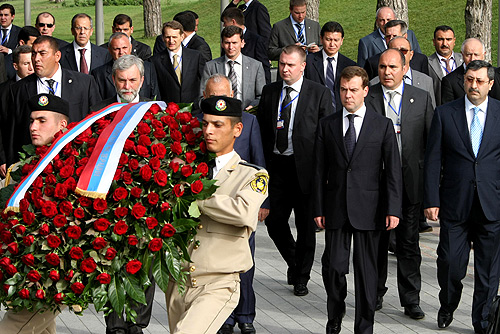
Президент России Дмитрий Медведев возлагает венок к монументу павшим героям (Баку). 3 июля 2008

Российско-азербайджанские связи в области культуры развивались поступательно. В декабре 2006 года была принята межгосударственная Программа сотрудничества в гуманитарной сфере на 2007—2009 годы.
В 2005 году прошёл Год Азербайджана в России, а в 2006 году — Год России в Азербайджане, в рамках которых в обеих странах проведено 110 мероприятий.
В вузах Азербайджана на русском языке получают образование свыше 15 тысяч студентов. В Азербайджане действуют 50 русскоязычных печатных изданий и 10 информационных агентств.

В 1991 году в Москве перед зданием посольства Азербайджана был установлен памятник Низами Гянджеви. В 2001 году в Баку был установлен памятник А. С. Пушкину к 10-летию независимости Азербайджана.

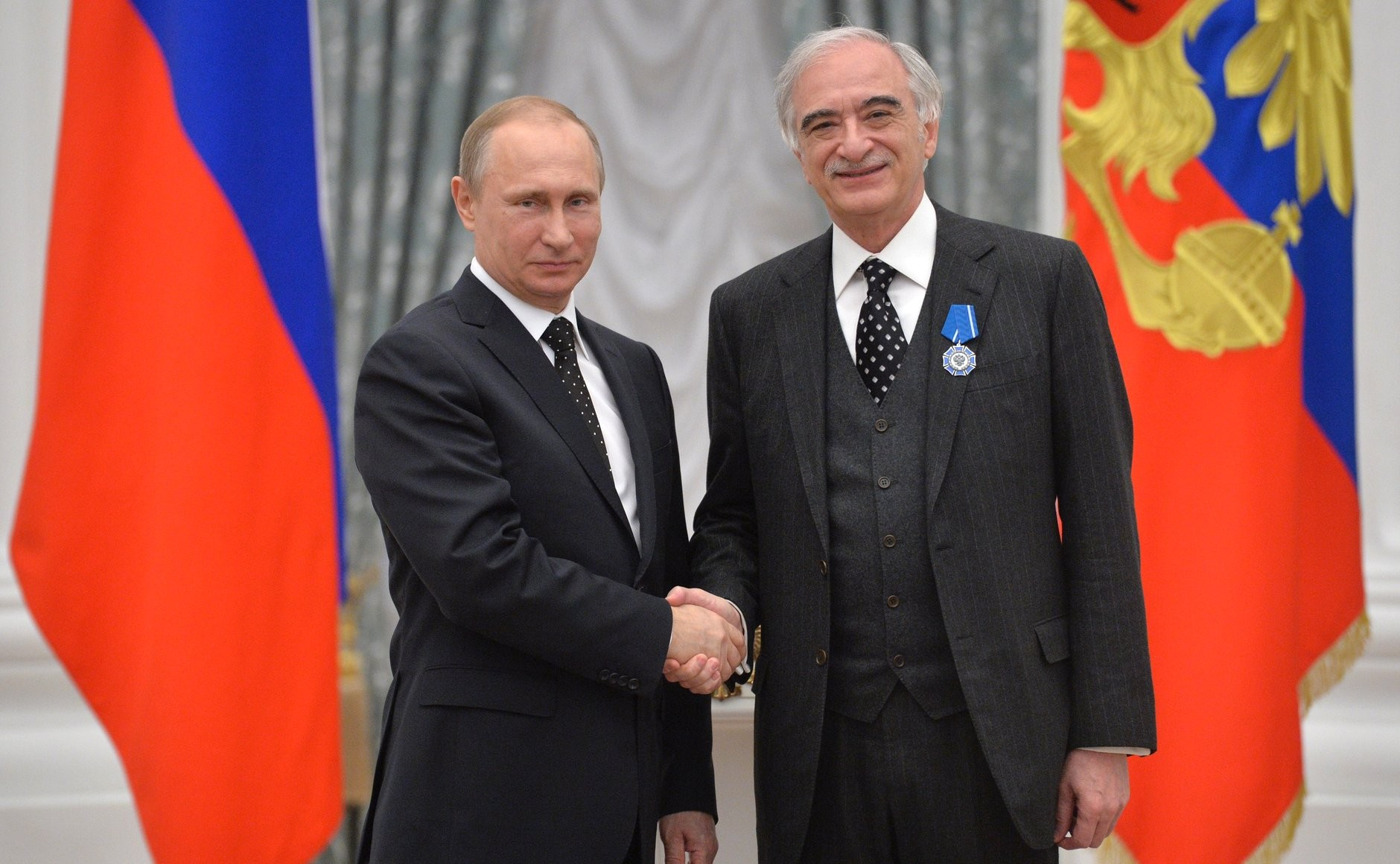
Награждение Чрезвычайного и Полномочного Посла Азербайджанской Республики в Российской Федерации Полада Бюльбюль-оглы орденом Почёта.
Москва, Кремль, 21 мая 2015 года

Посольством России учреждена и ежегодно вручается Литературная премия посольства России в Азербайджане. Также посольство проводит множество мероприятий (олимпиад по русскому языку и литературе, творческих вечеров), в том числе совместно с Российским культурно-информационным центром.
Действует Государственный центр перевода Азербайджана, который переводит на азербайджанский язык и издаёт литературу зарубежных стран, в том числе России.
В октябре 2023 года роман Андрея Платонова «Чевенгур» издан на азербайджанском языке.
С 8 по 11 октября 2023 года кинематографисты Татарстана, Алтая и Башкортостана принимали участие в III кинофестивале тюркского мира «Коркут Ата» в Баку. На фестивале были представлены фильмы данных регионов.
Действует Ассоциация русскоязычных учебных заведений Азербайджана.
С 2017 года при Азербайджанском университете языков действует Центр Россиеведения.

На ежегодной Бакинской международной книжной выставке был представлен российский стенд. На стенде была представлена классическая и современная литература России на русском и азербайджанском языках. На 9-й выставке 2023 года было представлено свыше 500 наименований книг от более 30 издателей России.

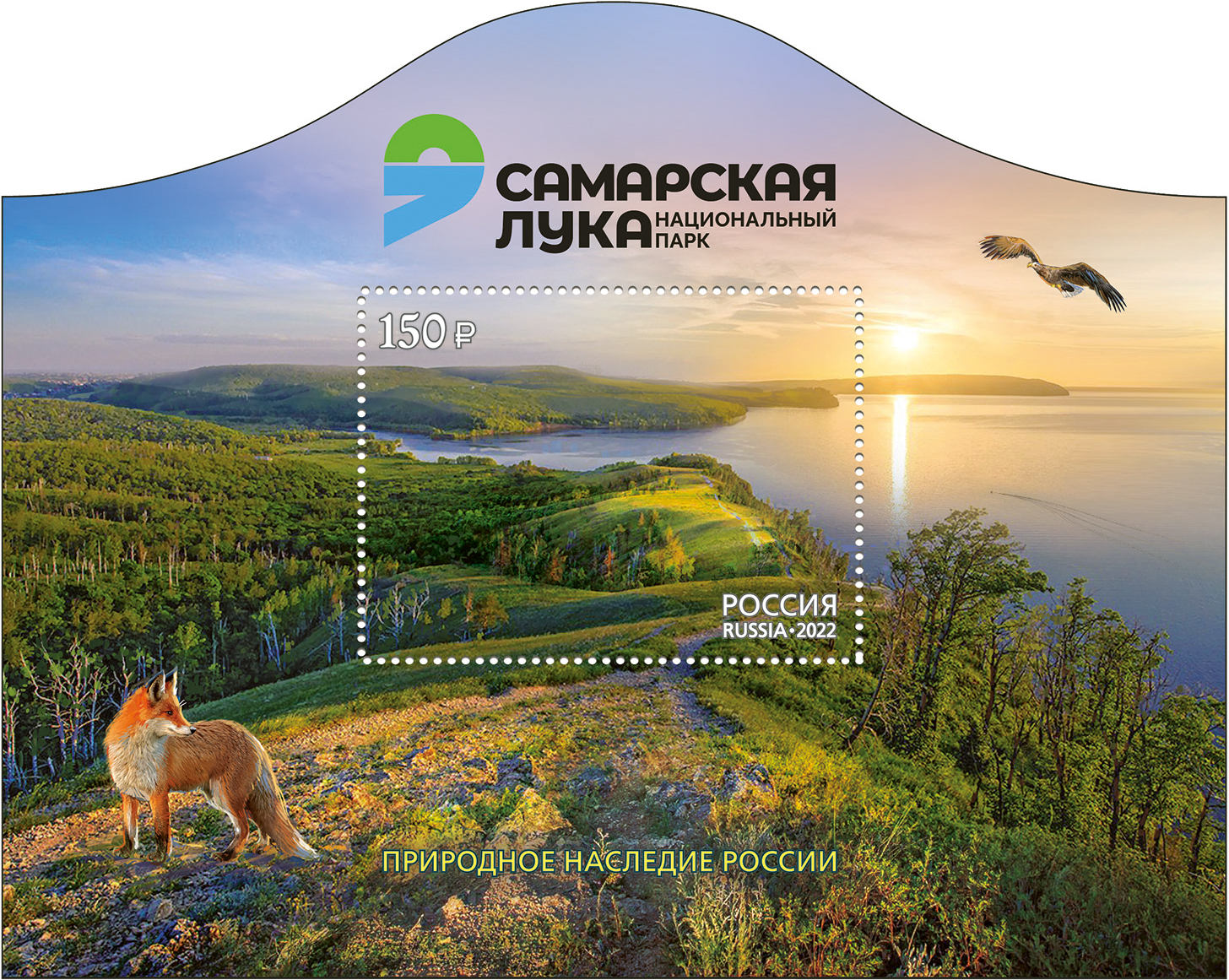
Почтовый блок 2022 год. Совместный выпуск Российской Федерации и Азербайджанской Республики. К 30-летию установления дипломатических отношений.

## Диаспоры
В обеих странах имеются крупные диаспоры народов России и Азербайджана.
На территории России проживает крупная диаспора азербайджанцев. В некоторых районах Дагестана азербайджанцы являются коренным населением, а в других крупных городах России азербайджанцы исторически имеют крупные общины. По переписи 2010 года в России проживало около 600 тысяч азербайджанцев. До 2017 года в России действовал Всероссийский азербайджанский конгресс, который действовал в России ещё с 2001 года и был совместно открыт Владимиром Путиным и Гейдаром Алиевым.
В свою очередь на территории Азербайджана имеются общины различных народов Российской Федерации. В стране до 2025 года действовало подразделение «Россотрудничества» (с 2021 года также именуется «Русским домом»). По переписи 2009 года Русских в Азербайджане насчитывалось 119 300 чел. В стране действует Русская община Азербайджана и Ассоциация русской молодежи Азербайджана. Также в Азербайджане имеются татарская, лезгинская и другие диаспоры народов Российской Федерации.